# 국립국악원
국립국악원(國立國樂院, 영어: National Gugak Center)은 대한민국의 민족음악을 보존·전승하고, 그 보급 및 발전에 관한 사무를 관장하는 대한민국 문화체육관광부의 소속기관이다. 1950년 1월 19일 발족하였으며, 서울특별시 서초구 남부순환로 2364에 위치하고 있다. 원장은 차관보급인 고위공무원단 가등급이며, 임기제공무원으로 보할 수 있다.

## 역사
국립국악원은 신라시대 이후 전승되어온 궁중음악기관에 그 기원을 둔다. 한국 궁중음악기관의 역사는 신라시대의 음성서(音聲署), 고려시대의 대악서(大樂署)와 관현방(管絃房), 조선시대의 아악서·전악서·장악원(掌樂院), 대한제국 시대의 교방사(敎坊司), 일제강점기의 이왕직아악부로 이어져 왔다. 8.15해방 후 궁중음악기관이 해체된 후 한때 구왕궁아악부(舊王宮雅樂部)로 존속하다가 1951년 이후 국립국악원으로 이어져 명실상부한 국가 최고의 음악 기관으로서 그 임무를 수행하고 있다. 국립국악원의 직제는 1950년에 공포되었으나, 전쟁으로 인하여 1951년 부산에서 개원하였으며, 수복 후 운니동과 장충동 청사를 거쳐 1987년 현 서초동 청사로 이전하였다.

### 연표
- 1950년 1월 19일: 문교부 소속으로 국립국악원 설치.
- 1951년 4월 10일: 국립국악원 개원.
- 1955년 4월 1일: 국악사양성소 개소.
- 1957년 국악사양성소 3년제->6년제 변경
- 1961년 10월 2일: 공보부 소속으로 변경.
- 1967년 12월 9일: 장충동으로 청사 이전.
- 1968년 7월 24일: 문화공보부 소속으로 변경.
- 1972년 7월 11일: 문교부 소속으로 재변경. 국악사양성소를 중학과정 폐지 국악고등학교로 개편.
- 1987년 12월 28일: 서초동으로 청사 이전.
- 1990년 1월 3일: 문화부 소속으로 변경.
- 1991년 국립국악중학교 개교
- 1993년 3월 6일: 문화체육부 소속으로 변경.
- 1995년 2월 23일: 국악박물관 개관.
- 1996년 10월 22일: 예악당 개관.
- 1998년 2월 28일: 문화관광부 소속으로 변경.
- 2001년 3월 2일: 국악FM방송국 개국.
- 2008년 2월 29일: 문화체육관광부 소속으로 변경.

## 시설
국립국악원은 대지 39,775m2, 연면적 32,532m2에 지하1층 지상4층의 연습사무동과 두 개의 실내 공연장(예악당·우면당), 한 개의 야외공연장(별맞이터), 그리고 국악박물관과 국악연수관 시설을 갖추고 있다. 예악당은 1996년에 건립한 734석 규모의 국악 전용 대극장으로 토담식 좌석배치와 방패연을 본뜬 음향판 등 전통미를 강조한 극장이다. 우면당은 1988년에 건립한 348석 규모의 소극장으로, 관람객과 연주자가 함께 어우러지는 국악공연의 특성을 살려 설계되었다. 2,000석 규모의 연희마당은 우면산 자락에서 사계절의 정취와 함께 공연을 즐길 수 있는 자연친화적 야외공연장이다. 이 밖에도 1995년에 문을 연 국악박물관은 입체영상실, 국악체험실, 고문헌실, 명인실, 악기전시실, 국악사실 등으로 구성되어 있는 국악의 산 교육장이다. 관람시간은 오전 9시부터 오후 6시까지이며, 월요일 및 1월 1일에 휴관하고, 관람료는 무료이다. 아울러 국악박물관 2층에 자리한 국악자료실에서는 도서 16,000여 권 및 비도서자료 39,000여 점을 보유하고 일반인들이 열람할 수 있도록 하고 있다.

## 주요 활동 및 사업
국립국악원은 각종 공연을 비롯한 학술 연구, 국악 교육, 해외 교류 등으로 국민과 함께하는 국악, 세계 속의 우리 국악을 추구하고 있다. 국립국악원의 공연은 품격있는 공연, 특화된 공연, 창조적 공연, 생활 속의 공연을 목표로 한다. 국가브랜드 공연, 고궁공연 등으로 품격있는 국악 문화의 정수를 선보이고, 세계 문화유산 등을 중심으로 한 상설공연과 설·단오·한가위와 같은 절기에 따른 공연 등 특화된 공연을 통해 전통과 소통할 수 있도록 하며, 첨단 멀티미디어 이미지의 활용과 현대인의 생활 리듬 등을 고려한 창조적 공연을 통하여 현대인의 감각에 부응하도록 하고 있다. 또 학교, 병원 및 주요 산업현장과 공항, 터미널, 역사 등 생활 현장으로 직접 찾아가 다채로운 국악공연으로 국민들에게 희망과 나눔의 가치를 전하고 있다. 이 밖에도 국립민속국악원, 국립남도국악원, 국립부산국악원 등 각 지방 국악원은 지역 전통음악 문화의 보존 전승과 그를 바탕으로 한 새로운 문화 콘텐츠를 개발하여 지역문화를 활성화하고 있다.
국립민속국악원은 남원을 중심으로 판소리를 비롯하여 고품격 창극 개발 등 민속예술 발전의 선도적인 역할을 담당하고 있다. 민속음악의 보고인 진도에 설립된 국립남도국악원은 굿과 향토민요 등 지역 음악문화를 전승·보존하며, 다양한 교육·연수 과정을 개설하여 남도지역 문화발전에 기여하고 있다. 국립부산국악원은 대한민국 동남권역의 전통 문화 계승과 보급을 목적으로 설립되었으며, 지역 고유의 전통예술과 국제도시의 위상을 앞세워 아시아·태평양 민족 음악 센터로의 비전을 가지고 국제 교류 사업을 활발히 전개하고 있다.
이러한 각종 국악 공연의 품질을 높이기 위해 첨단 무대 장비를 도입하고, 현대 무대 양식에 적합한 국악공연 예술을 창출하기 위해 끊임없이 무대기술을 개발하는 한편, 무대전문 인력을 양성하기 위한 교육도 실시하고 있다.
국악연구사업은 국악사의 정립, 국악이론의 체계화, 국악통계정책 수립, 국악기 복원 및 개발 연구, 국악교육 정책연구 등 국악 전분야에 걸쳐 수행하고 있다. 특히 악기연구소는 고악기의 복원제작, 신악기의 개발, 국악기의 과학적 연구 등 국악기의 복원 연구 개발에 심혈을 기울이고 있다.
국악진흥 사업은 국악의 생활화 및 세계화 등 국악의 저변 확대를 목적으로 한다. 생활 속에 살아있는 국악 문화를 만들기 위해 국악 휴대전화 벨소리, 통화연결음 등 신호음악, 생활음악, 교육용 음악의 음원 개발과 보급에 앞장서고 있다. 초.중등교사를 위한 각종 연수 프로그램, 가족 모두가 함께 배우는 ‘가족국악강좌’, 장애인과 청소년 및 유아를 위한 교육프로그램, e-국악아카데미 등 맞춤형 국악 교육 프로그램의 운영으로 효율적이고 체계적인 국악교육이 이루어질 수 있도록 하고 있다. 또 국내외 외국인을 위한 국악강좌와 교류를 통해 국악이 세계로 뻗어나갈 수 있도록 하고, 온 나라 국악 경연대회, 온 나라 궁중무용 경연대회, 국악동요제, 국악동요부르기대회 등을 통해 미래 국악을 이끌어갈 국악 유망주를 발굴하고 있다.

## 조직

### • 국립국악원장
기획운영단
- 기획관리과[3]
- 장악과[4]
- 국악진흥과[5]
- 무대과[6]

국악연구실

### 소속기관
- 부산국악원
- 민속국악원
- 남도국악원
- 국립국악원 강원분원[8]

## 소속 연주단/무용단
국립국악원의 소속 연주단은 정악단, 민속악단, 무용단, 창작악단 등 네 개 단체이며, 200여명의 단원이 연주 활동을 하고 있다. 정악단은 궁중음악의 전통을 전승한 연주단으로, 종묘제례악을 비롯한 각종 궁중제례악과 궁중연례악 및 풍류음악을 올곧게 전승하여 이 시대 새로운 예술로 창조해내고 있다. 1979년에 창단된 민속악단은 판소리를 비롯한 산조, 민요, 병창, 사물놀이 등 민속음악의 전승을 위해 연주활동을 펼치고 있으며 소리극, 굿음악 등의 새로운 작품으로 우리 민속악의 재창조에 앞장서고 있다. 1962년에 창단된 무용단은 정재와 일무를 포함한 궁중무용, 승무·탈춤 등 민속무용, 다양한 창작무용 등으로 전통무용의 보존 전승은 물론 다음 세대를 위한 우리 고유의 춤을 개발하는 일에도 꾸준한 노력을 기울이고 있다. 국립국악원은 개원 초기부터 창작음악의 개발 보급에 힘써 왔으며, 2004년에는 창작악단을 창단하여 전통 음악에 기반을 둔 미래의 전통을 만들어 가고 있다.
지방 국악원은 기악전공·성악전공·무용전공 단원 중심으로 가·무·악이 종합된 공연을 한다. 상임단원과 비상임단원을 포함하여 국립민속국악원에는 61명, 국립남도국악원에는 33명, 국립부산국악원에는 56명의 연주단원이 활동하고 있다.

## 같이 보기
- 함화진 - 초대 국악원장
- 국악동요제
- 이왕직 아악부
- 예술의 전당
- 국악방송
- 국악고등학교